# Bataille de Kesselsdorf
Guerre de Succession d'Autriche
Batailles
- Mollwitz (04-1741)
- Chotusitz (05-1742)
- Sahay (05-1742)
- Prague (06/12-1742)
- Dettingen (06-1743)
- Cap Sicié (02-1744)
- 19 mai 1744
- Menin (05/06-1744)
- Ypres (06-1744)
- Furnes (07-1744)
- Fribourg (11-1744)
- Tournai (04/06-1745)
- Pfaffenhofen (04-1745)
- Fontenoy (05-1745)
- Hohenfriedberg (06-1745)
- Melle (07-1745)
- Gand (07-1745)
- Bruges (07-1745)
- Audenarde (07-1745)
- Termonde (08-1745)
- Ostende (08-1745)
- Nieuport (08/09-1745)
- Ath (09/10-1745)
- Soor (09-1745)
- Hennersdorf (11-1745)
- Kesselsdorf (12-1745)
- Culloden (04-1746)
- Mons (06/07-1746)
- Bruxelles (01/02-1746)
- Namur (09-1746)
- Charleroi (07/08-1746)
- Lorient (09/10-1746)
- Rocourt (10-1746)
- Cap Finisterre (1er) (05-1747)
- Lauffeld (07-1747)
- Bergen-op-Zoom (07/09-1747)
- Cap Finisterre (2e) (10-1747)
- Saint-Louis-du-Sud (03-1748)
- 18 mars 1748
- Maastricht (04/05-1748)

Campagnes italiennes
- Combat de Saint-Tropez (06-1742)
- Camposanto (02-1743)
- Villafranca (04-1744)
- Casteldelfino (07-1744)
- Velletri (08-1744)
- Madonne de l'Olmo (09-1744)
- Bassignana (09-1745)
- Josseau (10-1745)
- Plaisance (06-1746)
- Tidone (08-1746)
- Rottofreddo (08-1746)
- Gênes (1er) (12-1746)
- Gênes (2e) (07-1747)
- Assietta (07-1747)

La bataille de Kesselsdorf eut lieu à l'ouest de Dresde, le 15 décembre 1745, au cours de la guerre de Succession d'Autriche. C'est une victoire des Prussiens sur les Saxons, acquise au prix du mitraillage de l'infanterie prussienne par les canons saxons.

## Circonstances
Frédéric II de Prusse a confié au prince Léopold de Anhalt-Dessau, commandant de l’armée de l’Elbe, la mission de neutraliser l’armée saxonne de Friedrich August Rutowski. Après une occasion manquée à Leipzig, l'armée saxonne se rapproche d’un renfort autrichien. Quand Anhalt-Dessau parvient à les rattraper, le 15 décembre, à Kesselsdorf, les Saxons ont cependant eu le temps d’être renforcés par le contingent autrichien du Ferdinand von Grünne.

## La bataille
En début d’après midi, Dessau décide d’attaquer : il fait avancer ses troupes en ligne de bataille dans la neige fraîchement tombée. Malgré un pilonnage d’artillerie et des tirs de mitraille à bout portant, l’aile droite prussienne parvient au contact des grenadiers saxons dans Kesselsdorf. Les Prussiens ne parviennent pas à déloger les Saxons et commencent à reculer. Le général saxon Rutowski interprète le repli des Prussiens comme une déroute et donne l’ordre de contre-attaquer.
La contre-attaque est violemment repoussée, avec l'aide de la cavalerie. Les grenadiers saxons, durement éprouvés, retournent à l’abri dans Kesselsdorf, tandis que le centre de l’armée prussienne atteint les lignes ennemies, en partie grâce à la contre-attaque saxonne qui a masqué les batteries saxonnes pendant de longues minutes, ce qui a limité les dégâts dus au feu des canons.
L’armée saxonne ne résiste pas à ce second choc, et s’écroule.
Pour Frédéric, la bataille est gagnée, et elle a duré moins de deux heures.
Les pertes sont assez élevées, les Prussiens ont perdu 5 100 hommes et les Austro-Saxons entre  7 000  et   10 000 hommes, et plus de 40 canons.

## Conséquences

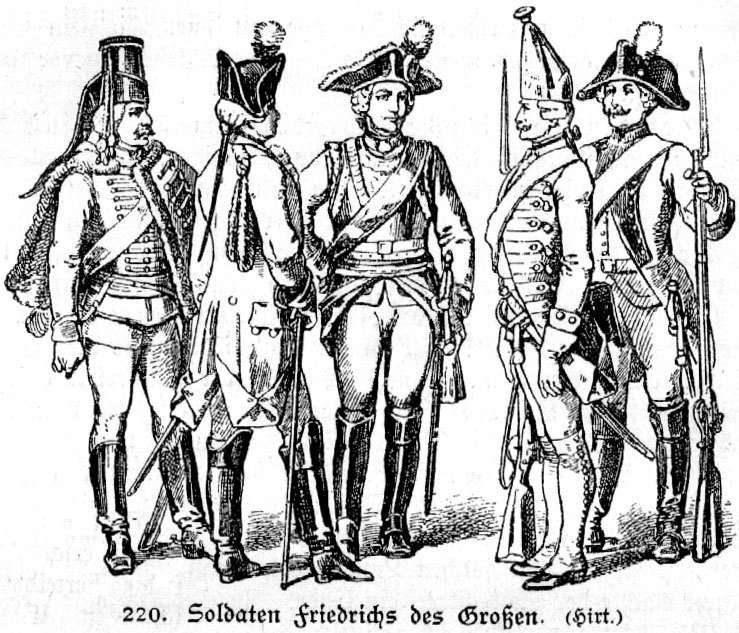
Soldats prussiens

- La Saxe propose le jour même la paix à Frédéric.

- Pour la stratégie de Frédéric, cet exemple d'une offensive frontale victorieuse face à de l’artillerie est une découverte. Malheureusement, elle est très coûteuse en vies humaines, et avec les années, Frédéric verra ses effectifs fondre.

## Anecdote
- Kesselsdorf est la dernière bataille livrée par le prince Anhalt-Dessau, grand réformateur militaire (inventeur de la baguette en fer) et inspirateur de Frédéric II.